# Onychium siliculosum
Onychium siliculosum är en kantbräkenväxtart som först beskrevs av Nicaise Augustin Desvaux, och fick sitt nu gällande namn av Carl Frederik Albert Christensen. Onychium siliculosum ingår i släktet Onychium och familjen Pteridaceae. Inga underarter finns listade.